# 瑞興路
瑞興路（Ruixing Rd.）為高雄市鳳山區的南北向道路，南起於中山東路口，過博愛路口後轉為東西向，東止於勝利路口。

## 行經行政區域
- 鳳山區

## 沿線設施
（由南至北）
- 全家便利商店鳳山瑞興店
- 鳳邑省化社喚善堂
- 7-ELEVEN瑞順門市
- 瑞興兒童公園
- 高雄市鳳山區瑞興國小
- 鳳山共同市場（工協市場）
- 原日本海軍鳳山無線電信所

## 公共自行車
- 高雄市公共自行車租賃系統：
  - 瑞興兒童公園：瑞興路/瑞興路293巷口東南側
  - 瑞光瑞興路口：瑞光街/瑞興路(東北側)

## 相關連結
- 高雄市主要道路列表